# Harry Naujoks
Harry Naujoks (18 de septiembre de 1901 - 20 de octubre de 1983) fue un antifascista y comunista alemán y sobreviviente del campo de concentración de Sachsenhausen.

## Biografía

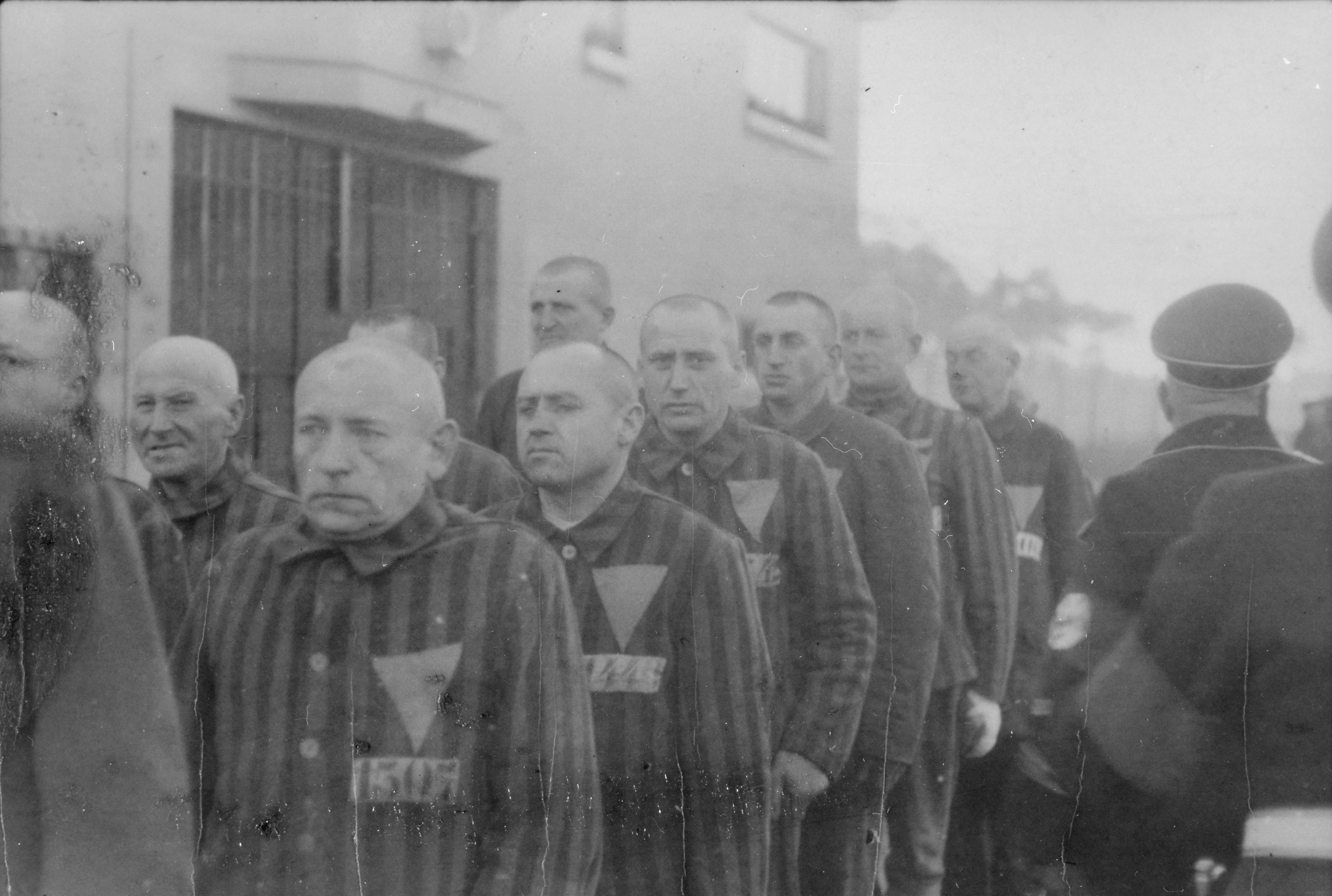
Prisioneros de Sachsenhausen, 19 de diciembre de 1938

Naujoks nació en Harburg en el Elba (hoy parte de Hamburgo). Aprendió el oficio de calderero en Hamburgo y se unió al Partido Comunista de Alemania (KPD) en 1919. Él y su esposa Martha se casaron en 1926 y tuvieron un hijo, Rainer.
Después de que los nazis tomaron el poder en 1933, Naujoks fue arrestado. Durante más de dos años, fue enviado a varias prisiones y campos de concentración, incluyendo Fuhlsbüttel y, para 1936, uno de los Emslandlager, antes de ser finalmente enviado a Sachsenhausen. A partir de noviembre de 1936, Naujoks trabajó como prisionero en la administración del campo y en 1939, fue nombrado Lagerältester (supervisor del campo) "debido a su calma inquebrantable y su talento organizativo". En mayo de 1942, el Lagerführer Fritz Suhren le ordenó ejecutar a un compañero prisionero por ahorcamiento, pero se negó, un acto peligroso de insubordinación. Pudo sobrevivir a la insubordinación y evitar ejecutar al prisionero él mismo, pero se vio obligado a estar junto a la horca durante el ahorcamiento, que fue hecho particularmente lento y doloroso. En noviembre de 1942, él y otros 17 prisioneros funcionarios en el grupo de resistencia clandestina del campo fueron arrestados, torturados y deportados al campo de concentración de Flossenbürg para su exterminio. Solo fue gracias a la solidaridad con los prisioneros allí que sobrevivió a los malos tratos de los guardias.

## Después de 1945
Después de la guerra, Naujoks fue el presidente del KPD de Hamburgo y permaneció políticamente activo después de que el KPD fuera prohibido en 1956. Un enfoque particular de su actividad política fue su trabajo como presidente del Comité de Sachsenhausen de Alemania Occidental junto con su trabajo para los Comités internacionales de campos de concentración y la Unión de los Perseguidos del Régimen Nazi.
Vivió en Stübeheide en el suburbio de Klein Borstel en Hamburgo hasta su muerte en 1983.

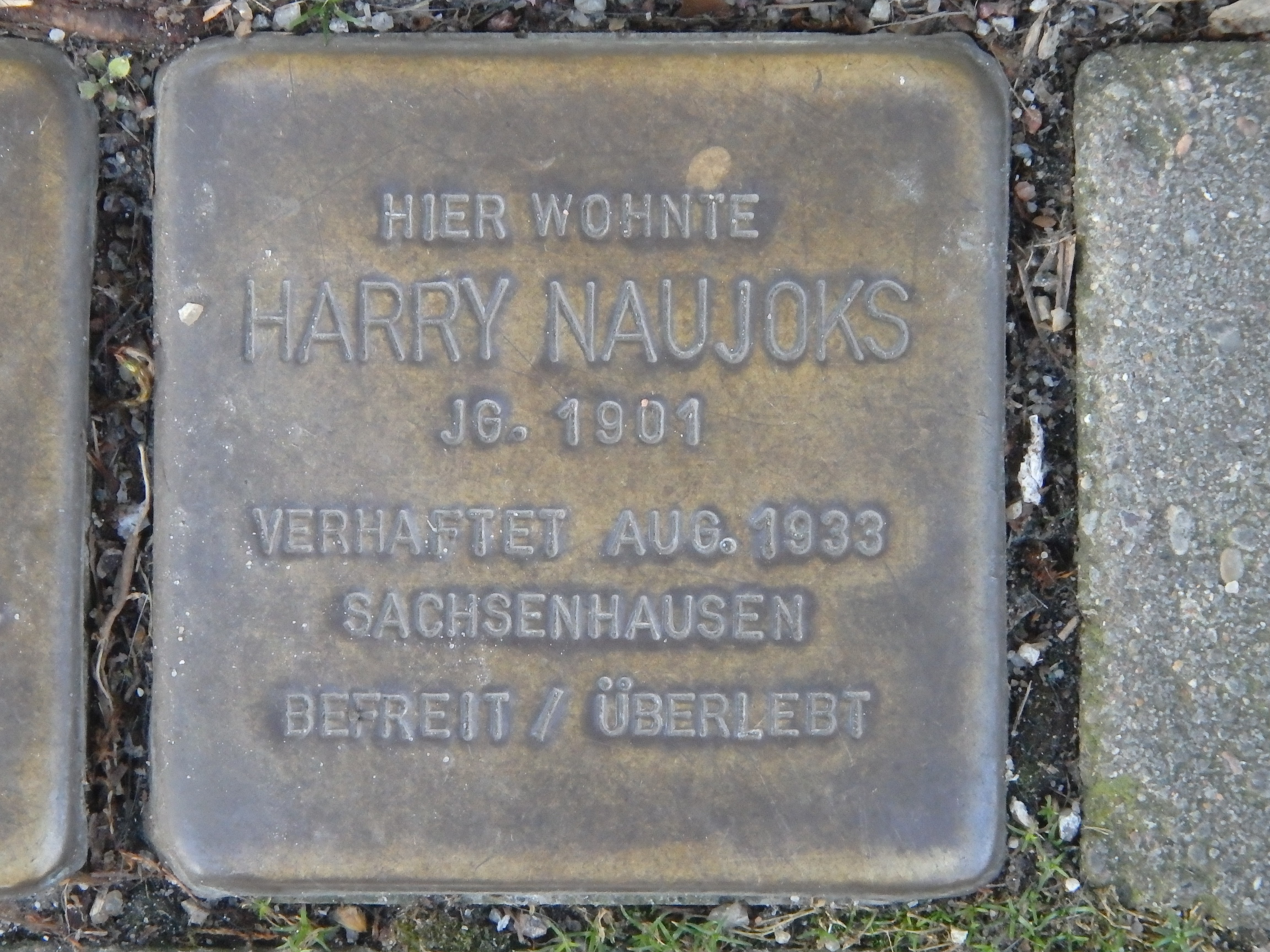
Aquí vivió Harry Naujoks, nacido en 1901, arrestado en agosto de 1933, liberado/sobrevivió a Sachsenhausen.

## Legado
La biblioteca de Martha y Harry Naujoks, que contiene 2,000 volúmenes, fue donada al Memorial y Museo de Sachsenhausen, convirtiéndose en la donación individual más completa. Entre los documentos se encuentran archivos de los Juicios de Núremberg de los médicos nazis, sentencias por traición del Volksgerichthof y archivos de la Cancillería del Partido Nazi.
El 16 de abril de 1999, se inauguró una exposición llamada "Harry Naujoks (1901-1983) — Lagerältester und Chronist des KZ Sachsenhausen" en el Memorial y Museo de Sachsenhausen. Se inauguró con presentaciones del Dr. Winfried Meyer, el Prof. Nozicka de Praga, Ursel Hochmuth y el hijo de Naujoks, Rainer.

## Memorias
Naujoks documentó sus memorias y entrevistas con otros ex prisioneros de Sachsenhausen en una colección de grabaciones en cinta. Crea una imagen vívida de la vida en el campo y del trabajo de resistencia en Sachsenhausen. Este archivo grabado fue transcrito en un libro en 1987 por su esposa, Martha, y la historiadora Ursel Hochmuth. Llamado Mi vida en el campo de concentración de Sachsenhausen, 1936-1942 (título original: Mein Leben im KZ Sachsenhausen 1936–1942), fue reeditado con material adicional en la República Democrática Alemana (RDA) en 1989. Sus recuerdos fueron valiosos porque su posición le daba acceso y la duración de su encarcelamiento le brindaba perspectivas.
Naujoks relató tanto las indignidades de la vida diaria como los crímenes de los nazis en Sachsenhausen.
Cada guardia de las SS tenía que ser saludado por los prisioneros. Cuando un prisionero pasaba junto a un guardia de las SS, seis pasos antes, el prisionero tenía que colocar su mano izquierda en la costura de sus pantalones y con la mano derecha, quitarse rápidamente la gorra y colocarla en la costura de sus pantalones del lado derecho. El prisionero tenía que pasar junto al guardia mirándolo, como en posición de firmes. Tres pasos después, podía volver a ponerse la gorra. Esto tenía que hacerse con el pulgar presionado contra la palma, los cuatro dedos descansando sobre la gorra, presionados contra la costura de los pantalones. Si esto no se hacía lo suficientemente rápido o el prisionero no se ponía firme lo suficiente o sus dedos no estaban lo suficientemente tensos, o si ocurría cualquier otra cosa que al guardia de las SS le pareciera insuficiente, entonces se le daba una bofetada, se le imponían ejercicios adicionales o se le reportaba.
— escrito después de 1945
Describiendo la vida en los barracones, escribió:
Cuando volvíamos a los barracones por la noche, cansados después del trabajo, todo estaba revuelto. Los armarios estaban volcados, las conservas, la margarina y cualquier otra comida yacían en un montón en el medio del barracón con pasta de dientes, ropa, vidrios rotos, etc. Los marcos de hierro de las camas estaban todos derribados, los sacos de paja [la ropa de cama] vaciados... Cuando finalmente estábamos en la cama, entonces el supervisor del barracón venía en medio de la noche y era levantarse de la cama, subirse a las vigas, debajo de las camas, todo el tiempo que el supervisor del barracón quisiera... Muchos ni siquiera se iban a la cama por la noche, sino que dormían en el suelo para no tener que reconstruir una cama. Para evitar ser vistos por el supervisor del barracón, se arrastraban debajo de las camas.
— escrito después de 1945

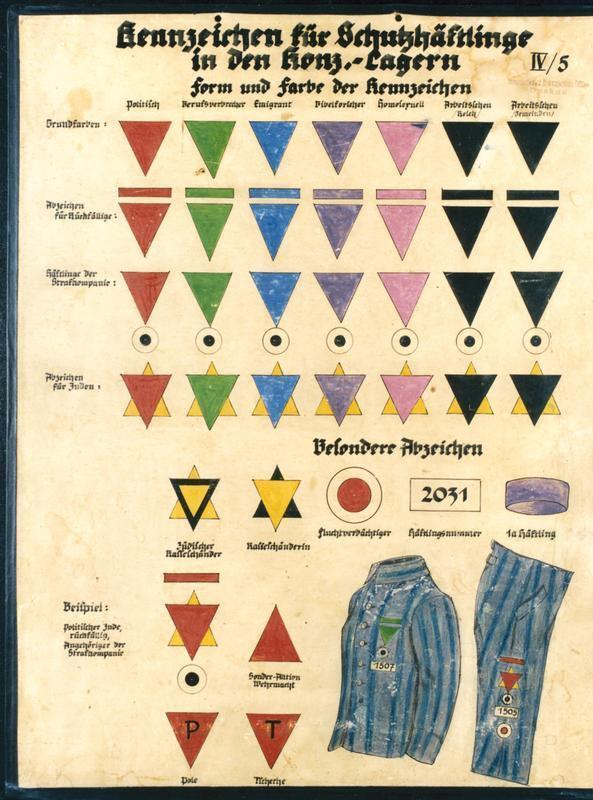
Triángulo rosa (quinta columna)

Sachsenhausen fue construido con 67 barracones diseñados para albergar de 100 a 120 personas, pero finalmente albergó a 600. La población se expandió dramáticamente a mediados de 1938, después de que los nazis llevaran a cabo su "Aktion Arbeitscheu Reich", arrestando a 10,000 "asociales" (indeseables) por ser "reacios al trabajo" y la "Iniciativa de Junio", los primeros arrestos masivos de judíos. Después de estos arrestos masivos, miles de personas fueron deportadas a campos de concentración. La población de Sachsenhausen pasó de 2,920 en mayo de 1938 a más de 9,200 en junio de 1938. Naujoks recordó el hacinamiento.
En una ocupación normal, cada barracón tenía 146 prisioneros. Esto fue cierto hasta mediados de 1938. Después de eso, se agregó una tercera cama. Entonces, la ocupación del barracón era de 180-200 hombres... En esencia, esto fue solo en el primer anillo después de 1938-1939... En otros barracones, el hacinamiento del campo llevó a que se retiraran las camas y los sacos de paja se colocaran en el suelo. También hubo momentos en los que las salas de día se cubrían con sacos de paja por la noche; durante el día, los sacos de paja se apilaban en la otra sala con las camas. En los grandes barracones, apodados "barracones masivos", a menudo se amontonaban 400 prisioneros.
De julio a septiembre de 1942, casi todos los prisioneros del triángulo rosa que se encontraban entonces en Sachsenhausen fueron víctimas de una iniciativa de exterminio dirigida por la SS. Después de la liberación, Naujoks informó sobre el asesinato de 200 personas en esta iniciativa.

## Obras seleccionadas
- Nahrung für das Notstandsgebiet Hamburg, KPD, Hamburgo (1947) (en alemán)
- Das Gestern soll nicht das Heute bestimmen, folleto de Sachsenhausen, No. 3. Dortmund (1962) (en alemán)
- Mein Leben im KZ Sachsenhausen 1936–1942. Erinnerungen des ehemaligen Lagerältesten. Editado por Ursel Hochmuth. Publicado por Martha Naujoks y el Comité de Sachsenhausen para la República Federal de Alemania, Röderberg-Verlag, Colonia (1987). También publicado por Dietz Verlag, Berlín (1989) y Pahl-Rugenstein, Colonia (1989), ISBN 3-89144-321-8 (en alemán)